# Luise Willig
Luise Willig (* 25. Februar 1873 in Offenbach am Main; † Juli 1917) war eine deutsche Theaterschauspielerin.

## Leben
Luise Willig wurde von Marie Ernst ausgebildet. Sie begann laut Ludwig Eisenberg ihre Bühnenlaufbahn 1889 in Hanau, wechselte 1891 nach Elberfeld und kam 1895 nach Wiesbaden, wo sie am Hoftheater engagiert wurde. Von dort wechselte sie 1904 oder 1905 nach Berlin ans Königliche Schauspielhaus, wo sie zur Konkurrentin Rosa Poppes wurde. Gastspiele gab sie unter anderem in London und St. Petersburg. „Wilddämonische Gestalten und scharf ausgeprägte Charaktere von elementarer Leidenschaftlichkeit oder nervössensibler Empfindsamkeit gelingen ihr am besten“, ist in Meyers Großem Konversationslexikon von 1909 zu lesen; als wichtige Stücke, in denen Willig auftrat, werden dort unter anderem Die Rabensteinerin von Ernst von Wildenbruch und Rose Bernd genannt. Sie blieb bis 1914 am Königlichen Schauspielhaus.
Eine kurze Liebschaft mit dem jungen Rudolf Herzog schlug sich in dessen Werk Nur eine Schauspielerin nieder. 1899 heiratete sie den Sänger Paul Haubrich, einen Onkel des späteren Kunstsammlers Josef Haubrich.
In einem Nachruf auf die im Juli 1917 verstorbene Schauspielerin war zu lesen: „Sie war kein großes tragisches Talent, wirkte aber durch die sympathische Schlichtheit ihres Auftretens.“